# Liste der Monuments historiques in Brives-sur-Charente
Die Liste der Monuments historiques in Brives-sur-Charente führt die Monuments historiques in der französischen Gemeinde Brives-sur-Charente auf.

## Liste der Objekte
| Bezeichnung                                                 | Beschreibung                              | Standort                        | Kennzeichnung | Schutzstatus | Datum | Bild |
| ----------------------------------------------------------- | ----------------------------------------- | ------------------------------- | ------------- | ------------ | ----- | ---- |
| Gemälde Die Erscheinung der Madonna mit Kind einem Heiligen | 17. Jahrhundert                           | in der Kirche St-Étienne (Lage) | PM17000052    | Classé       | 1984  |      |
| Taufbecken                                                  | Stein, 12. Jahrhundert                    | in der Kirche St-Étienne (Lage) | PM17000051    | Classé       | 1922  |      |
| Skulptur des heiligen Stephanus                             | Stein, polychrom gefasst, 17. Jahrhundert | in der Kirche St-Étienne (Lage) | PM17001288    | Inscrit      | 1982  |      |